# Er De med?
Er De med? er en dansk dokumentarfilm fra 1954 instrueret af Ole Berggreen.

## Handling
I efteråret 1954 afholdtes den store militærøvelse med operationsbetegnelsen "Skandaek-Mist". Også civilforsvaret deltog i øvelsen, for at personalet kunne få anledning til at gennemprøve sine planer og sit materiale i en tænkt katastrofesituation. Filmen viser scener fra civilforsvarets arbejde og appellerer til publikum om at deltage i denne del af Danmarks beredskab.